# Kurija Škarićevo
Kurija Škarićevo je rimokatolička građevina u mjestu Šćrbinec, gradu Zlataru,  zaštićeno kulturno dobro.

## Opis dobra
Drvena jednokatna kurija Škarićevo smještena je na padini obronka, uz cestu prema Krapini. Obitelj Škarica postala je vlasnikom dobra Kolarovec još u 16. st., na kojem se u 18 st. postojeća prizemna pivnica nadograđuje katom s udobnim stambenim prostorijama, čiji je simetričan raspored često korišten koncept u drvenim kurijama i jednokrilnim dvorcima druge polovine 18. st. Na glavnom pročelju do visine sljemena u središnjoj se osi uspinje drveni tornjić pravokutnog presjeka zaključen piramidalnom kapom. Zahvaljujući kvalitetnoj obnovi sačuvala je izvoran izgled vanjštine i interijera, te je reprezentativni primjer drvene kurije 18. st. u Hrvatskom zagorju.

## Zaštita
Pod oznakom Z-2088 zavedena je kao nepokretno kulturno dobro – pojedinačno, pravnog statusa zaštićena kulturnog dobra, klasificirano kao "sakralna graditeljska baština".